# Пряма Сімсона

Пряма Сімсона (синя) для трикутника ABC

Пряма Сімсона — пряма, на якій лежать основи перпендикулярів, опущених з довільної точки P кола, описаного навколо трикутника на сторони трикутника. Пряма Сімсона ділить навпіл відрізок, що сполучає точку P і точку перетину висот вписаного трикутника.

## Історія
Відкриття цієї прямої тривалий час приписувалося Роберту Сімсону, але насправді вона була відкрита лише в 1797 році Вільямом Воллесом. Тому наряду з традиційною назвою часто використовується назва пряма Воллеса.